# Birgitta Gidblom
Märta Birgitta Gidblom, född Pettersson 25 december 1946 i Älvsby församling i Norrbottens län, är en svensk ekonomiassistent och socialdemokratisk politiker, som mellan 1994 och 1998 var riksdagsledamot för Norrbottens läns valkrets.